# Помоса (станция метро)
«Помоса» (кор. 범어사) — подземная станция Пусанского метро на Первой линии.
Она представлена двумя боковыми платформами. Станция обслуживается Пусанской транспортной корпорацией. Расположена в квартале Чхоннённопхо-дон административного района Кымджонгу города-метрополии Пусан (Республика Корея). Известный буддийский монастырь Помоса находится около 2,7 км от этой станции. Возле станции находится автобусный парк предприятия «Транспорт Самсин» (одна из компаний-операторов городского наземного пассажирского транспорта Пусана), из которого можно добраться до монастырь Помоса на городском автобусе № 90. На станции установлены платформенные раздвижные двери.
Станция была открыта 19 июля 1985 года.